# Birmese staartmees
De Birmese staartmees (Aegithalos bonvaloti sharpei) is een zangvogel uit de familie staartmezen (Aegithalidae). Eerder werd deze vogel beschouwd als een aparte soort maar bij een taxonomische herziening in 2025 is het een ondersoort geworden van de wenkbrauwstaartmees.

## Verspreiding en leefgebied
Deze soort is endemisch in zuidwestelijk Myanmar.